# Ozan Kabak
Ozan Muhammed Kabak, född 25 mars 2000, är en turkisk fotbollsspelare som spelar för 1899 Hoffenheim. Han representerar även det turkiska landslaget. 

## Klubbkarriär
Den 30 juni 2019 värvades Kabak av Schalke 04, där han skrev på ett femårskontrakt. Den 1 februari 2021 blev Ozan utlånad till de engelska ligamästarna Liverpool, då de var i stort behov att stärka upp försvaret på grund av skador.
Den 30 augusti 2021 lånades Kabak ut till Norwich City på ett säsongslån.
Den 23 juli 2022 värvades Kabak av Hoffenheim, där han skrev på ett fyraårskontrakt.

## Landslagskarriär
Kabak debuterade för Turkiets landslag den 17 november 2019 i en 2–0-vinst över Andorra.